# 赵备
赵备（？—？），号湘南、一作湘兰（另称二者均为其表字），画室名万竹山房，又自号四明湘道人，浙江宁波府鄞县人，万历天启年间在世，明朝院体画派晚期代表画家，为清中期面世的扬州画派亦奠定一定基础。

## 生平
官至明廷中书舍人，后又因画技出众擢为督运，因而久居扬州。尤擅长长卷大幅写竹，气势纵横，雄极一时，雨露烘染技法别具一格。《明画录》、《宁波府志》等古籍均有载，《十竹斋画谱》亦刊赵备画。

## 家庭
- 子赵龙，明末清初画家，其《朱竹碧石图》追慕父赵备画法画技，现藏南京博物院[3]。
- 女婿高阳，明末清初画家[3]

## 代表画作
- 《篔筜深谷图》卷，于2011年北京中茂圣佳春拍以高达414.4万元成交。此卷陈佩秋题引首，谢稚柳跋卷尾，为明画珍品。
- 《墨牡丹图》扇面，2015年北京保利以5.75万元成交[1]。
- 《竹石流石图》现藏苏州博物馆
- 《解箨冲霄图》轴现藏南京博物院